# Ціхорський Вікентій Фабіанович
Вікентій Фабіанович Ціхорський (пол. Wincenty Cichorski; 1793-1856) — російський сенатор; таємний радник.

## Біографія
Вікентій Ціхорський народився в 1793 році; походив з дворян Царства Польського герба Правосьць.
У 1807 році В. Ф. Ціхорський почав службу в Хелмському земському суді, в Бромбергському департаменті; потім займав різні незначні посади у мировому суді Холмського повіту, а з введенням 19 березня 1816 року прусського судочинства — у Холмському земському гродському суді. 16 серпня 1818 року вийшов у відставку.
Після відставки Вікентій Фабіанович Ціхорський переселився в Царство Польське, де 2 жовтня 1818 року отримав місце експедитора Урядової Комісії Юстиції, і незабаром став секретарем цивільного трибуналу Плоцького воєводства, а після здачі встановленого для судових чиновників іспиту 2-го розряду, з 6 вересня 1820 року призначений асесором іпотечної комісії Мазовецького, Калішського і Плоцького воєводств. 8 липня 1821 року Ціхорський призначений асесором цивільного трибуналу в місті Каліші, а після здачі нового іспиту 3-го розряду, був затверджений суддею цивільного трибуналу Підляського воєводства (25 січня 1827 року). 
Польське повстання 1830-1831 рр. перервало на час службову діяльність Ціхорського і він скористався цим часом для відновлення свого здоров'я, проживаючи в Сєдлеце, але вже у червні 1831 року, після придушення повстання, знову приступив до виконання своїх обов'язків. 
9 лютого 1832 року переміщений суддею в цивільний трибунал Мазовецького воєводства, а в 1833 році, крім прямих своїх обов'язків виконув обов'язки за посадою віце-голови Мазовецького комерційного суду. 
Виявлені ним протягом понад двадцятип'ятирічної служби знання судової справи та побуту Царства Польського спонукали уряд призначити (12 вересня 1833 року) Вікентія Фабіановича Ціхорського членом заснованої в Санкт-Петербурзі «приуготовительної комісії» для складання законів Царства Польського. По закінченні праць цієї комісії, 9 лютого 1838 року, Височайше наказано видати Ціхорському в нагороду п'ятнадцять тисяч рублів і визначити до посади судді вищої палати з найвищим окладом згідно із займаним місцем. 

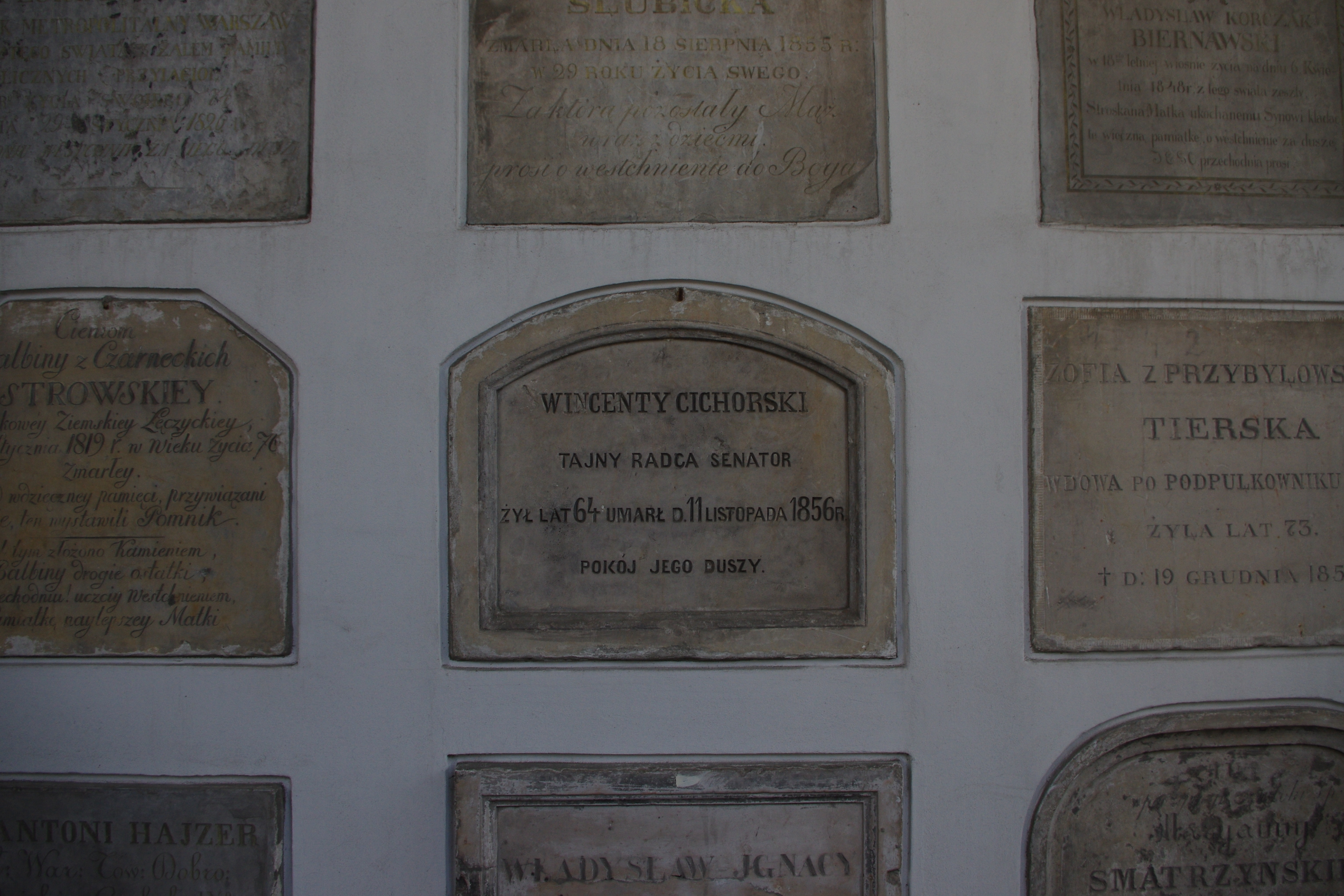
Могила В.Ф. Ціхорського

6 вересня 1841 року, при установі Варшавських департаментів Правлячого Сенату, Ціхорський В. Ф. був проведений в дійсні статські радники, з призначенням бути присутнім у Сенаті, спочатку без звання сенатора, а 7 червня 1855 року отримав чин таємного радника і утверджений сенатором. 3 січня 1856 року йому велено бути присутнім у 2-му відділенні 9-го департаменту Сенату.
Вікентій Фабіанович Ціхорський помер 30 жовтня 1856 року і похований на цвинтарі Старі Повонзки.
Служба В. Ф. Ціхорського відзначена орденами Святої Анни 2-го ступеня з Імператорською короною (1845), Святого Володимира 3-го ступеня (1851) і Святого Станіслава 1-го ступеня (1855), а також відзнакою відмінної служби за XX років (1830).
Був одружений з Емілією Запольською; їхній син Владислав Роман Ціхорський, на прізвисько «Замечек» (польськ. Władysław Roman Cichorski; 1822-1876) — став активним учасником Польського повстання 1863 року.